# National Institutes of Health

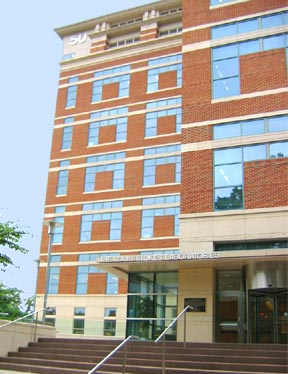
Budynek 50 NIH w Bethesdzie

National Institutes of Health (skrótowiec: NIH, z ang. „Narodowe Instytuty Zdrowia”) – amerykańska instytucja rządowa zajmująca się badaniami biomedycznymi i związanymi ze zdrowiem, część Departamentu Zdrowia i Opieki Społecznej Stanów Zjednoczonych (United States Department of Health and Human Services).
Dysponują 28% (około 28 miliardów dolarów) funduszy przeznaczanych corocznie w Stanach Zjednoczonych na badania biomedyczne. Część badań jest prowadzona w Bethesdzie. National Institute on Aging oraz National Institute on Drug Abuse mają siedziby w Baltimore. National Institute of Environmental Health Sciences zlokalizowany jest w Research Triangle w Karolinie Północnej, natomiast National Institute of Allergy and Infectious Diseases w Rocky Mountain Labs w Hamilton w Montanie.
Początki instytucji datują się na rok 1887, gdy powstało Hygienic Laboratory. W 1930 zmieniono tę nazwę, na mocy Ransdell Act, na National Institute of Health (liczba pojedyncza), a w 1948 na National Institutes of Health. Instytucja składa się z 27 wydziałów i Biura Dyrektora (NIH Office of the Director). W 2009 roku 16. dyrektorem został Francis Collins.

## Organizacja
- National Cancer Institute (NCI)
- National Eye Institute(inne języki) (NEI)
- National Heart, Lung, and Blood Institute(inne języki) (NHLBI)
- National Human Genome Research Institute(inne języki) (NHGRI)
- National Institute on Aging(inne języki) (NIA)
- National Institute on Alcohol Abuse and Alcoholism(inne języki) (NIAAA)
- National Institute of Allergy and Infectious Diseases(inne języki) (NIAID)
- National Institute of Arthritis and Musculoskeletal and Skin Diseases(inne języki) (NIAMS)
- National Institute of Biomedical Imaging and Bioengineering(inne języki) (NIBIB)
- National Institute of Child Health and Human Development(inne języki) (NICHD)
- National Institute on Deafness and Other Communication Disorders(inne języki) (NIDCD)
- National Institute of Dental and Craniofacial Research(inne języki) (NIDCR)
- National Institute of Diabetes and Digestive and Kidney Diseases(inne języki) (NIDDK)
- National Institute on Drug Abuse(inne języki) (NIDA)
- National Institute of Environmental Health Sciences(inne języki) (NIEHS)
- National Institute of General Medical Sciences(inne języki) (NIGMS)
- National Institute of Mental Health(inne języki) (NIMH)
- National Institute on Minority Health and Health Disparities(inne języki) (NIMHD)
- National Institute of Neurological Disorders and Stroke(inne języki) (NINDS)
- National Institute of Nursing Research(inne języki) (NINR)
- National Library of Medicine (NLM)
- National Center for Biotechnology Information (NCBI)
- Center for Information Technology(inne języki) (CIT; wcześniej DCRT, OIRM, TCB)
- Center for Scientific Review(inne języki) (CSR)
- John E. Fogarty International Center(inne języki) (FIC)
- National Center for Complementary and Integrative Health(inne języki) (NCCIH)
- National Center for Research Resources(inne języki) (NCRR)
- National Institutes of Health Clinical Center(inne języki) (NIH CC)